# 新馬林
50°17′53″N 26°21′59″E / 50.29806°N 26.36639°E

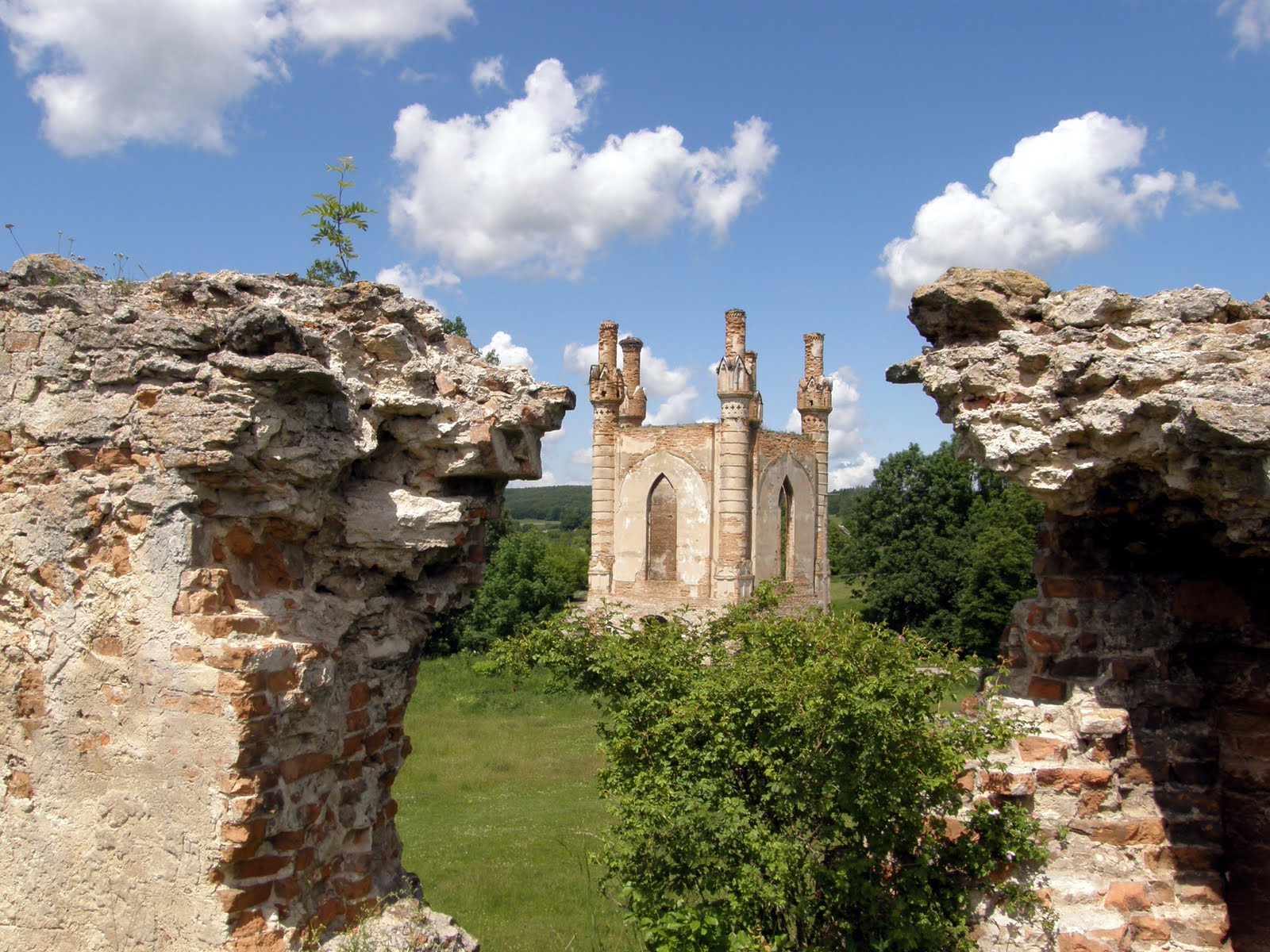

新馬林（烏克蘭語：Новомалин），是烏克蘭西北部的村莊，隸屬里夫內州的里夫內區。該村始建於1396年，面積2.57平方公里，海拔高度214米，2001年人口677，人口密度每平方公里263.1人。